# Zlatko Dedič
Zlatko Dedič (Bihać, RFS Yugoslavia, 5 de octubre de 1984) es un exfutbolista esloveno que jugaba de delantero.

## Selección nacional
Debutó en la selección de fútbol de Eslovenia el 28 de marzo de 2008 en un partido de clasificación para el Mundial ante la República Checa. Marcó su primer gol el 6 de septiembre ante Polonia en otro encuentro de clasificación. El 18 de noviembre de 2009 fue vital haciendo el gol que le dio a su selección el pasaje para la Copa Mundial de Fútbol de 2010 en el repechaje ante Rusia.
El 1 de junio de 2010 fue confirmado por el técnico Matjaž Kek para asistir a la Copa Mundial de Fútbol de 2010.

### Participaciones en Copas del Mundo
| Mundial                        | Sede      | Resultado    |
| ------------------------------ | --------- | ------------ |
| Copa Mundial de Fútbol de 2010 | Sudáfrica | Primera fase |

## Clubes
| Club                     | País      | Año       |
| ------------------------ | --------- | --------- |
| F. C. Koper              | Eslovenia | 2000-2001 |
| Parma F. C.              | Italia    | 2001-2006 |
| Empoli F. C. (cedido)    | Italia    | 2004-2005 |
| U. S. Cremonese (cedido) | Italia    | 2006      |
| Frosinone Calcio         | Italia    | 2007-2009 |
| Piacenza Calcio (cedido) | Italia    | 2008      |
| VfL Bochum               | Alemania  | 2009-2013 |
| Dinamo Dresde (cedido)   | Alemania  | 2011-2012 |
| Dinamo Dresde            | Alemania  | 2013-2014 |
| FSV Fráncfort            | Alemania  | 2014-2016 |
| S. C. Paderborn 07       | Alemania  | 2016-2017 |
| Wacker Innsbruck         | Austria   | 2017-2019 |
| WSG Tirol                | Austria   | 2019-2021 |